# Javier Hervada
Francisco Javier Hervada Xiberta  (Barcelona, Catalunha, 7 de fevereiro de 1934 — Pamplona, 11 de março de 2020) foi um jurista, filósofo e professor espanhol.
Graduado em Direito pela Universidade de Barcelona em 1956, obteve em 1958 o grau de doutor em Direito pela Universidade Central de Madrid (Universidad Complutense). Em 1962, obteve o grau de doutor em Direito Canônico pela Universidade de Navarra, instituição onde até hoje ocupa o cargo de catedrático emérito nas Faculdades de Direito e de Direito Canônico.
Javier Hervada é um defensor ferrenho de um sistema de filosofia do direito com a perspectiva do realismo jurídico clássico, afastando-se em definitivo do positivismo normativista (que classifica como sendo uma "etapa mórbida da ciência jurídica em fase de superação") e do pós-positivismo.
Em 2002, Hervada recebeu da Pontificia Università della Santa Croce, de Roma, na Itália, o título de doutor honoris causa, sendo sua vasta obra publicada em diversos países do mundo, inclusive no Brasil.